# Sattelhof (Schopfheim)

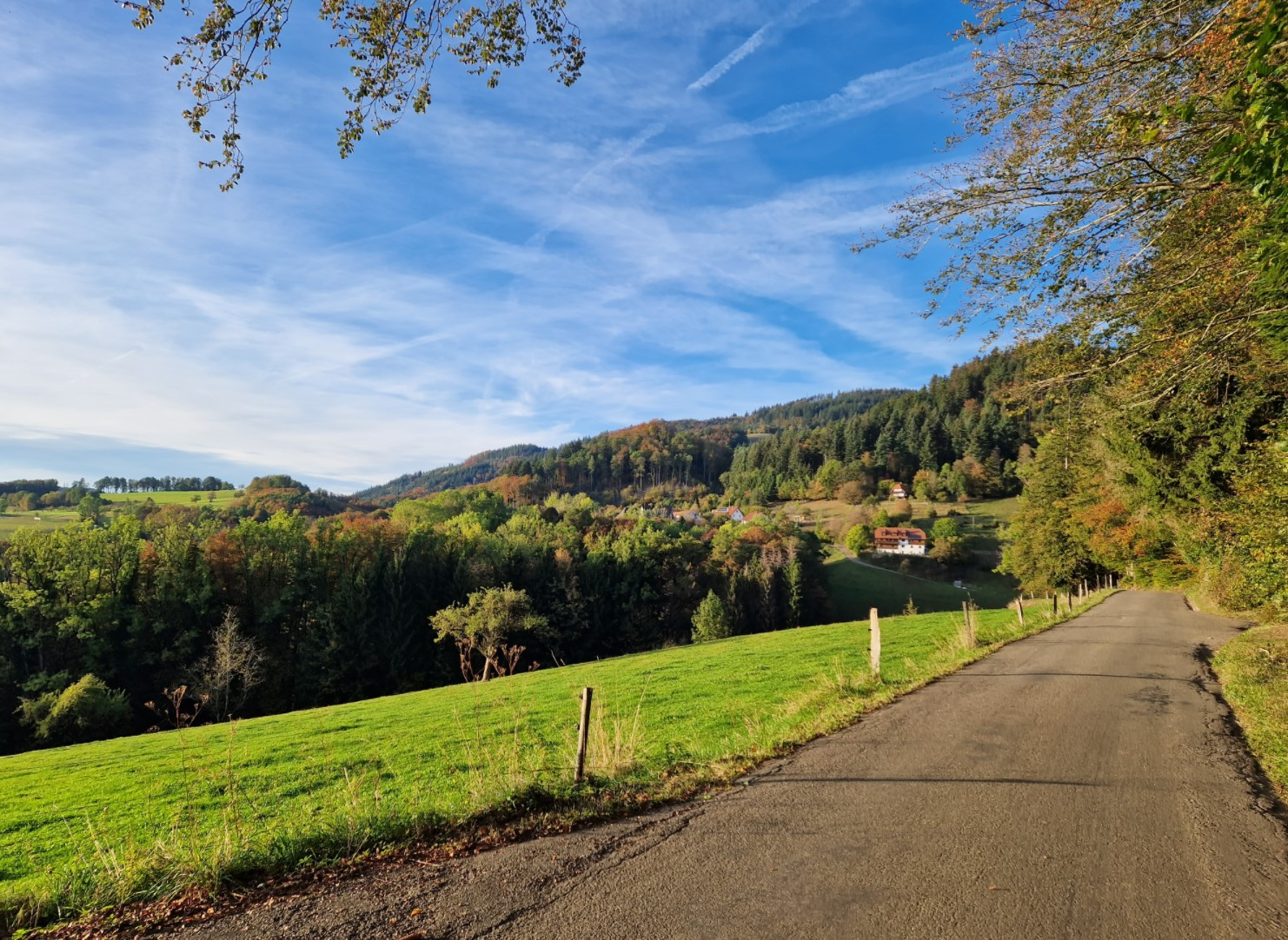
Sattelhof von Süden

Der Sattelhof ist ein 75 Hektar großer Wohnplatz, der zu Raitbach, Stadt Schopfheim im Südschwarzwald gehört. Die aus wenigen Häusern bestehende Ansiedlung liegt auf einer Höhe von 549 m ü. NHN. Nördlich vom Sattelhof fließt der Schlierbach talwärts ins Wiesental. Durch Sattelhof führt eine einzige Straße, die Raitbach mit Kürnberg verbindet. Der Ort liegt auf einer waldfreien Ebene, die von allen Seiten von Wald umgeben ist. Nördlich vom Sattelhof liegen die Wohnplätze Kehrengraben und Scheuermatt, die ebenfalls zu Raitbach gehören.

## Geschichte

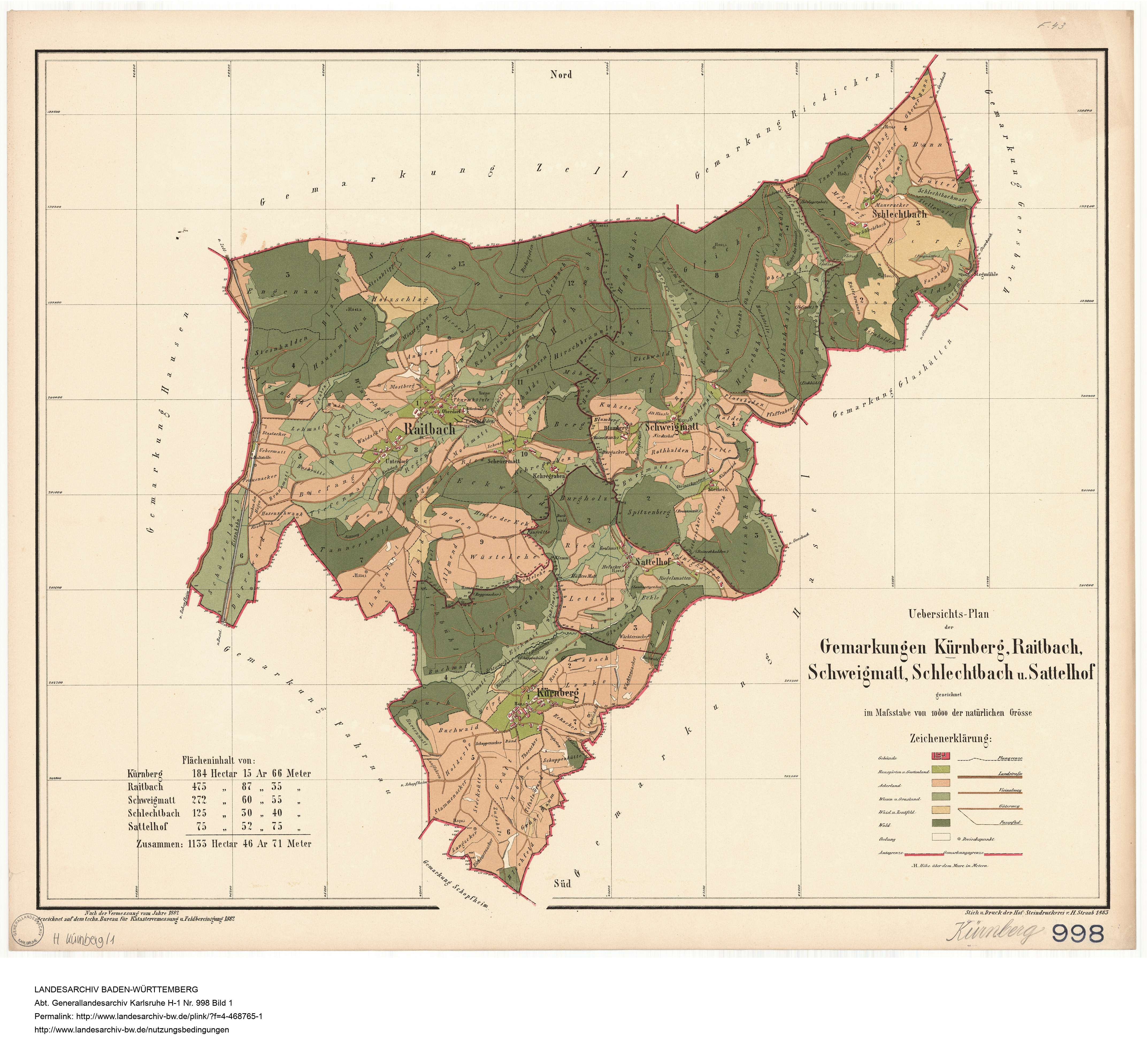
Gemarkungskarte Raitbach-Kürnberg von 1882 mit Sattelhof

Der Weiler wurde erstmals 1344 als an der Sattelegge beziehungsweise als ze Reibuch an der Sattellegi erwähnt. Mit Besitz der Propstei Weitenau kam der Ort 1400 mit der Herrschaft Neuenstein an die Markgrafen Hachberg-Sausenberg. Seit 1509 wurde der Besitz an Höcklin von Steinegg verliehen und gelange durch Heirat in den Besitz an eine Familie aus Offenburg. Im Jahr 1719 bewohnten fünf Personen die Höfe, 1697 kam eine Mühle hinzu, die 1793 durch einen zweiten Gang ergänzt wurde.

## Burganlagen
Östlich vom Sattelhof befindet sich die mutmaßliche Burgstelle Steineck. Nördlich vom Sattelhof finden sich Überreste der Burgruine Burgholz.